# Kikinda
 Ovo je glavno značenje pojma Kikinda. Za druga značenja pogledajte Kikinda (razdvojba).
Kikinda je grad i općina u Vojvodini, Srbija. Središte je Sjevernobanatskog okruga.

## Općina Kikinda
Po podacima iz 2004. općina zauzima površinu od 782 km² (od čega na poljoprivrednu površinu otpada 70.594 ha, a na šumsku 214 ha). Centar općine je grad Kikinda. Općina Kikinda se sastoji od 10 naselja. Po podacima iz 2002. godine u općini je živjelo 67.002 stanovnika, a prirodni prirast je iznosio -5.7 %. Po podacima iz 2004. broj zaposlenih u općini iznosi 17.371 osoba. U općini se nalazi 15 osnovnih škola i 4 srednje škole.
Naseljena mjesta u općini su: Mokrin, Iđoš, Bašaid, Bikač, Banatska Topola, Rusko Selo, Novi Kozarci, Banatsko Veliko Selo, Nakovo, Sajan i Vincaid.

## Povijest
Po arheološkim nalazima, na mjestu Kikinde bila su stara naselja, a 1423. godine, kao dobro Ugarskih kraljeva, spominje se mjesto Nađ Kekenj. U 18. stoljeću, Kikinda je središte distrikta, a 1893. dobiva status slobodnog kraljevskog grada. U narodnooslobodilačkom ratu, 1941. godine u ovom kraju organizire se oružani otpor u kome djeluju Kikindski, Mokrinski i Dragutinovački partizanski odredi.

## Kultura
Pored Narodnog muzeja, Istorijskog arhiva i drugih kulturnih institucija, u Kikindi ima dosta povijesnih spomenika: pravoslavne crkve u Kikindi i Mokrinu s radovima Teodora Ilića Češljara, zatim jedina suvača na teritoriji Vojvodine (pod zaštitom), neke građevine iz prve polovine 19. stoljeća, spomenici borcima Kikindskog partizanskog odreda, pjesniku revolucionaru Jovanu Popoviću (rad Aleksandra Zarina) i druga spomen-obilježja iz prošlosti.

## Gospodarstvo
Kikinda ima razvijenu industriju građevinskog materijala, pogone prehrambene industrije u okviru poljoprivrednog kombinata, livnicu željeza i tempera i drugo. U gradu je centar za rekreaciju, a u okolici su lovišta i ribolovna područja na kanalu Dunav – Tisa – Dunav.

## Vanjske poveznice
- www.dj-media.net  Arhivirana inačica izvorne stranice od 19. svibnja 2017. (Wayback Machine)
- www.kikinda.co.rs  Arhivirana inačica izvorne stranice od 26. srpnja 2014. (Wayback Machine)
- www.kikindske.net  Arhivirana inačica izvorne stranice od 21. kolovoza 2008. (Wayback Machine)
- www.kikinda.org  Arhivirana inačica izvorne stranice od 17. siječnja 2021. (Wayback Machine)
- www.gimnazijaki.edu.yu  Arhivirana inačica izvorne stranice od 3. studenoga 2008. (Wayback Machine)